# 卜部太郎
卜部 太郎（うらべ たろう、1977年7月11日 - ）は、日本・兵庫県明石市出身の元サッカー選手。ポジションはミッドフィールダー。

## 来歴
1996年にセレッソ大阪のユースチームからトップチームへ昇格し、1998年まで在籍。1999年にモンテディオ山形に移籍、2000年にオーストラリア下部リーグのロッチデール・ローヴァーズFC(en:Rochedale Rovers Football Club)に移籍した。ロッチデールではセミプロ選手としてクラブスポンサーの家具会社で職人として働きつつ、サッカー選手としてプレーし、また同クラブのジュニアチームのコーチを務めている。
2008年度限りで引退し、ジュニアチームのコーチは引き続き務めている。
2010年に「Urabe Sports Management」を立ち上げ、2011年業務拡大の為、「8 Football Management Pty. Ltd」を立ち上げた。2カ国での経験を活かし、選手（プロ、セミプロ）のマネジメントと国際交流を目的としたサッカーツアー（12〜18歳）を展開している。

## 所属クラブ
- 江井島イレブン-江井島中学校サッカー部
- セレッソ大阪ユース（兵庫県立明石城西高等学校）
- 1996年-1998年 セレッソ大阪
- 1999年 モンテディオ山形
- 2000年-2008年  ロッチデール・ローヴァーズ

## 個人成績
| 国内大会個人成績 | 国内大会個人成績 | 国内大会個人成績 | 国内大会個人成績 | 国内大会個人成績 | 国内大会個人成績 | 国内大会個人成績 | 国内大会個人成績 | 国内大会個人成績 | 国内大会個人成績 | 国内大会個人成績 | 国内大会個人成績 |
| 年度             | クラブ           | 背番号           | リーグ           | リーグ戦         | リーグ戦         | リーグ杯         | リーグ杯         | オープン杯       | オープン杯       | 期間通算         | 期間通算         |
| 年度             | クラブ           | 背番号           | リーグ           | 出場             | 得点             | 出場             | 得点             | 出場             | 得点             | 出場             | 得点             |
| 日本             | 日本             | 日本             | 日本             | リーグ戦         | リーグ戦         | リーグ杯         | リーグ杯         | 天皇杯           | 天皇杯           | 期間通算         | 期間通算         |
| ---------------- | ---------------- | ---------------- | ---------------- | ---------------- | ---------------- | ---------------- | ---------------- | ---------------- | ---------------- | ---------------- | ---------------- |
| 1996             | C大阪            | -                | J                | 0                | 0                | 1                | 0                | 1                | 0                | 2                | 0                |
| 1997             | C大阪            |                  | J                | 15               | 0                | 2                | 0                | 0                | 0                | 17               | 0                |
| 1998             | C大阪            | 18               | J                | 8                | 0                | 0                | 0                | 0                | 0                | 8                | 0                |
| 1999             | 山形             | 17               | J2               | 15               | 1                | 2                | 0                | 4                | 1                | 21               | 2                |
| 通算             | 日本             | 日本             | J1               | 23               | 0                | 3                | 0                | 1                | 0                | 27               | 0                |
| 通算             | 日本             | 日本             | J2               | 15               | 1                | 2                | 0                | 4                | 1                | 21               | 2                |
| 総通算           | 総通算           | 総通算           | 総通算           | 38               | 1                | 5                | 0                | 5                | 1                | 48               | 2                |